# Royaume de Dieu

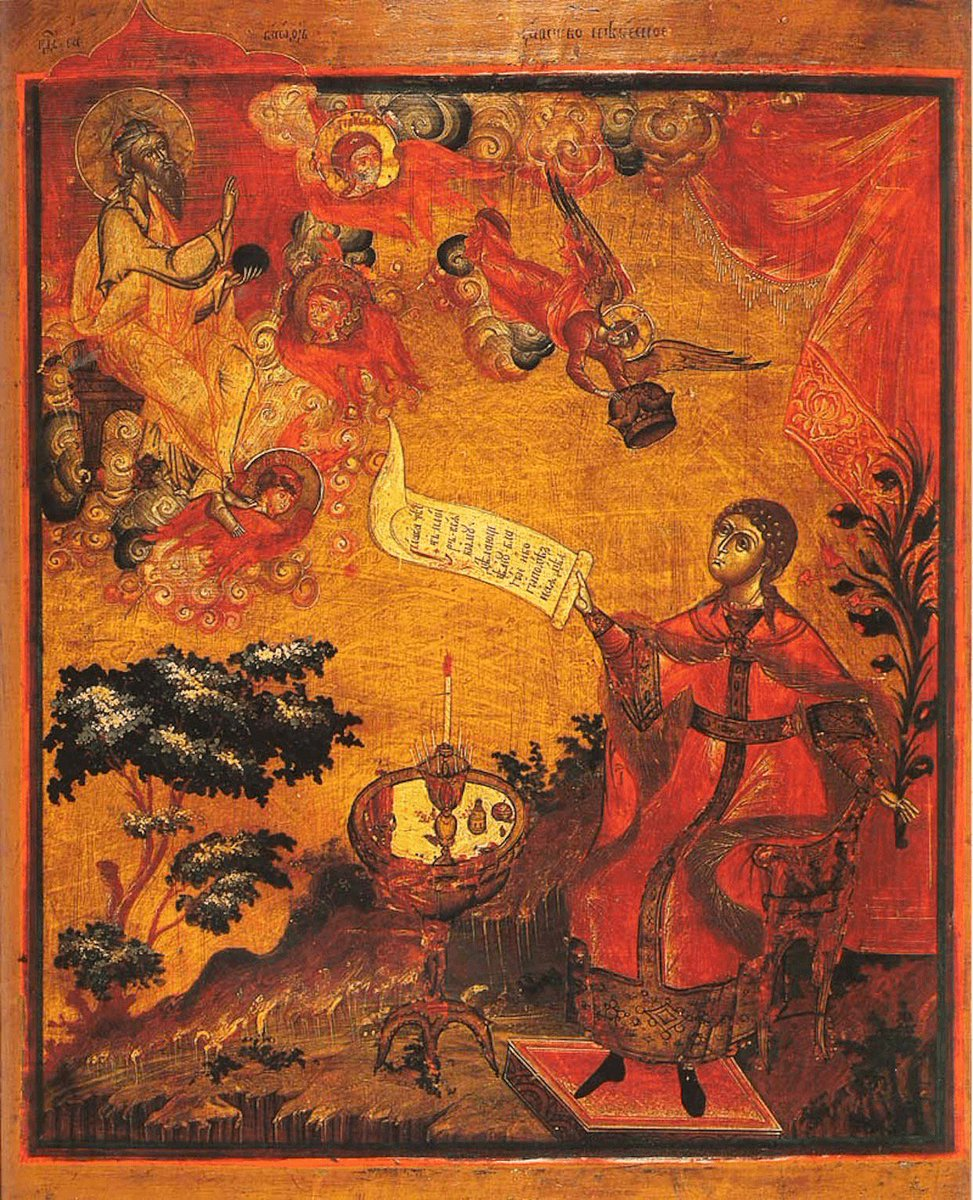
Le Royaume des Cieux (Livre de l'Apocalypse, ch. 21), icône de la première moitié du XIXe siècle Musée national d'histoire de la religion, Saint-Pétersbourg

Le Royaume de Dieu ou Règne de Dieu, ou encore Royaume des cieux dans l’évangile selon Matthieu – est un concept théologique à dimension eschatologique, présent dans le judaïsme et le christianisme, ainsi que, dans une moindre mesure, dans l’islam. Il reprend un concept plus ancien de royauté divine déjà attestée dans le Proche-Orient ancien.
Dans le judaïsme ancien, la royauté divine se manifeste dans les Psaumes comme une souveraineté permanente de Dieu, associée au Temple, « palais de Dieu » et réplique terrestre du sanctuaire céleste. Lors de l’exil à Babylone, cette notion s’élargit à une prise de pouvoir future et universelle de Dieu sur Israël et les nations. Dans le judaïsme du Ier siècle, cette attente est prolongée par l'idée que Dieu règne de jure dans le présent, mais qu’il régnera de facto à la fin des temps.
Dans le cadre du christianisme, le concept de Royaume de Dieu et l'annonce de sa venue forment le cœur de la prédication de Jésus de Nazareth. Inscrit dans le judaïsme de son temps, il annonce un Royaume se substituant au culte du Temple, dont la venue est à la fois imminente et déjà inaugurée, comme en témoignent ses nombreuses paraboles et les miracles qu'il opère. Chez les Pères de l’Église, plusieurs courants d’interprétation du Royaume émergent — eschatologique, mystico-spirituel, politico-théologique ou ecclésial — ayant traversé les siècles jusqu’à l’époque contemporaine.

## Judaïsme

### Judaïsme ancien
Dans le judaïsme ancien, l'élaboration de la notion de Règne de Dieu remonte aux Livre des Psaumes au travers desquels apparaît l'idée d'une royauté permanente et éternelle du Dieu d'Israël, Yahweh. Cette royauté divine est associée au Temple - « Palais de Dieu » qui figure la réplique terrestre du sanctuaire céleste en même temps que le lieu de la résidence du Dieu-Roi et de son culte terrestre.
Lors de l'exil à Babylone, ce concept initial s'augmente, avec le prophète Isaïe, d'une idée de prise de pouvoir par Dieu et la notion de Règne de Dieu prend la signification d'une arrivée imminente de la présence souveraine et universelle de Dieu sur Israël et les nations.
Les deux expressions « Royaume de Dieu » et « Règne de Dieu », traduisent les deux réalités, la première spatiale et la seconde temporelle, de cette royauté divine. Le Royaume de Dieu peut être compris tantôt comme réalité immanente, tantôt comme réalité transcendante, dans une conception qui varie, selon qu'elle porte sur une transformation spirituelle ou politique. Dans l'optique immanente, la royauté de Dieu sera parfois présentée comme directe, à instaurer, ou indirecte, à restaurer : dans ce dernier cas, dans une conception moins radicale que dans le premier, il s'agit d'exprimer une option politico-religieuse consistant principalement dans l'espérance de la venue d'un roi, « Fils de David ».

### Judaïsme duIersiècle
Pour le judaïsme du Ier siècle, la royauté appartient à Dieu dont les souverains terrestres ne sont que des représentants. L'occupation romaine était consécutive à un état de péché d'Israël qui devait se disposer à accomplir la volonté de Dieu pour que lui soit révélé le royaume. Pour les rabbis juifs d'alors, il existait deux temps — présent et à venir — du Royaume : celui du présent où Dieu régnait de jure et celui de la fin des temps, où Israël serait libéré de l'occupation et Dieu régnerait de facto, révélant le royaume à tous.
Dans le contexte de cette idée du Royaume, des groupes religieux remettent en question les différents pouvoirs politiques en place, hasmonéen, hérodien ou romain. Des courants radicaux comme les Zélotes mènent, dans l'espoir de précipiter la libération eschatologique d'Israël, une lutte armée contre les Romains et la souveraineté autoproclamée des Césars, dans un combat qu'ils considèrent comme un commandement divin pour établir le seul règne de Dieu. Les différentes autorités voient donc d'un mauvais œil cette notion de Règne de Dieu, les individus qui s'en réclament et les groupes qui se forment autour de cette idée.
La notion du Règne/Royaume de Dieu est liée à l'image du prophète en tant que porte-parole de Dieu. À cette époque, comme en témoigne Flavius Josèphe, plusieurs individus charismatiques se manifestent et essaient de se faire désigner comme « nouveaux prophètes », suivant l'image de Moïse, modèle du « Maître », ou d'Élie, modèle du « Juge ». Certains s'inscrivent dans la dimension politico-religieuse en contestant le pouvoir en place, à l'instar de Theudas, qui entraînera une révolte contre l'autorité romaine en 45 et sera décapité. D'autres, comme Jean le Baptiste appartiennent à la catégorie des prédicateurs itinérants qui proposent la rémission des péchés.

## Christianisme
Le Royaume de Dieu (Βασιλεία τοῦ Θεοῦ) évoqué dans l'Évangile selon Marc et l'Évangile selon Luc est à rapprocher du
Royaume des cieux (Βασιλεία τῶν Οὐρανῶν) mentionné par l'Évangile selon Matthieu, qui est, selon Edward Schillebeeckx, « un processus, une série d'événements, par lesquels Dieu commence à gouverner ou à agir comme roi ou Seigneur, une action, par conséquent, par laquelle Dieu manifeste son être-Dieu dans le monde des hommes ».

### Jésus de Nazareth
Pour la plupart des juifs contemporains de Jésus, la venue du Royaume devait correspondre à la libération de l'occupation romaine.
Jean le Baptiste, dont Jésus sera un disciple avant de s'en émanciper, prêchait déjà l'avènement du Royaume au peuple juif et probablement au-delà. Il baptisait pour la rémission des péchés au nom d'une arrivée imminente du Royaume.
Jésus de Nazareth — dont la prédication s'inscrit dans le judaïsme de son temps — substitue le Royaume de Dieu au culte du Temple dans un message à teneur universaliste. Il ne définit pas cette notion de royaume qui va de soi dans le judaïsme ancien. S'il reprend l'idée rabbinique du royaume, il s'en distingue par une dimension prophétique en expliquant que non seulement la fin des temps est imminente, mais en plus que l'ère nouvelle de rédemption a déjà débuté. Ainsi, il inaugure littéralement le Royaume dont l'avènement est présenté comme imminent suivant une dialectique du « déjà » et du « pas encore » qui préexiste dans le judaïsme .
La notion de royaume fait l'objet de nombreuses paraboles dans sa prédication et les miracles qu'il opère se veulent le témoignage du Royaume déjà présent. On peut également penser que Jésus a fait de sa mort la condition de la venue du Royaume.

### Pères de l'Église
Chez les auteurs ecclésiastiques chrétiens des premiers siècles de l'ère commune, quatre grands courants d'interprétation et de réalisation du royaume se développent, qui se prolongent peu ou prou jusqu'à nos jours, deux courants se cantonnant au domaine religieux et deux autres se rattachant à des institutions humaines séculières, comme société chrétienne sur terre.
Dans le premier groupe, incarné par Irénée de Lyon, un courant eschatologique poursuit la doctrine élaborée dans la littérature néotestamentaire, le royaume devant être établi ou inauguré au retour du Christ, tandis qu'un courant mystico-spirituel, représenté par Origène, apparente le royaume soit à au règne de Dieu présent dans l'âme du fidèle, soit à la pratique des vertus chrétiennes ; le royaume peut alors s'identifier à la résurrection générale ou à la vie éternelle avec Dieu autrement dit, au « Ciel ».
Au sein du second groupe, un premier courant dont le premier grand théoricien est le conseiller ecclésiastique et apologète de l'empereur Constantin Ier, Eusèbe de Césarée, identifie le royaume de Dieu sur terre à une structure ou un programme politique. La seconde approche identifie le royaume de Dieu sur terre avec l’Église, appelée parfois le « royaume du Christ » afin le distinguer du royaume céleste de Dieu. Cette dernière conception, abordée initialement par Augustin d'Hippone avec prudence — il se refuse à confondre totalement l’Église visible avec le Royaume céleste — dans sa monumentale Cité de Dieu, est restée la plus commune chez les théologiens catholiques jusqu'au milieu du XXe siècle.